# Mercedes de Heredia
Mercedes es un distrito del cantón de Heredia, en la provincia de Heredia, de Costa Rica.

## Geografía
Mercedes cuenta con un área de 4,15 km² y una altitud media de 1107 m s. n. m.

## Demografía
Para el año 2022, Mercedes cuenta con una población estimada de 29 612 habitantes, y para el último censo efectuado, en 2011, Mercedes contaba con una población de 25 744 habitantes.

## Localidades
- Cabecera: Mercedes Norte
- Barrios: Burío, Carbonal, Cubujuquí, España, Labrador, Mercedes Sur, Monte Bello, San Jorge, Santa Inés.

## Cultura

### Educación
En este distrito se encuentran los siguientes centros educativos:
- Centro Educativo Montebello
- Colegio Claretiano
- Colegio Nuestra Señora de Guadalupe
- Colegio Técnico Profesional de Mercedes Norte
- Escuela Cubujuquí
- Escuela José Figueres Ferrer
- Colegio Santa Inès

## Economía

### Turismo
Mercedes es sede de Café Britt y su centro de turismo Britt Coffee Tour, una de las compañías productoras de café más reconocidas a nivel nacional, la cual organiza tours a turistas nacionales e internacionales que quieren conocer el proceso y manufactura del café mientras pueden degustar sus productos como bebidas, chocolates, licores de café, etc. Cuenta también con un anfiteatro donde se presentan obras culturales.

## Transporte

### Carreteras
Al distrito lo atraviesan las siguientes rutas nacionales de carretera:
- Ruta nacional 3
- Ruta nacional 111
- Ruta nacional 126

### Ferrocarril
El Tren Interurbano administrado por el Instituto Costarricense de Ferrocarriles, atraviesa este distrito.